# 261 a.C.

## Eventos
- Lúcio Valério Flaco e Tito Otacílio Crasso, cônsules romanos.
- Quarto ano da Primeira Guerra Púnica - Final da Batalha de Agrigento, que resulta numa vitória de Roma; os romanos decidem construir uma marinha de guerra para enfrentar o poderio naval de Cartago.